# Находка (Кічменгсько-Городецький район)
Нахо́дка (рос. Находка) — селище у складі Кічменгсько-Городецького району Вологодської області, Росія. Входить до складу Кічмензького сільського поселення.

## Населення
Населення — 128 осіб (2010; 137 у 2002).
Національний склад (станом на 2002 рік):
- росіяни — 100 %